# František (papež)
František (latinsky Franciscus, vlastním jménem Jorge Mario Bergoglio; 17. prosince 1936 Buenos Aires – 21. dubna 2025 Vatikán) byl 266. papež katolické církve, římský biskup a suverén státu Vatikán, jehož zvolilo konkláve 13. března 2013. Stal se prvním papežem pocházejícím z amerického kontinentu a prvním z Tovaryšstva Ježíšova (řádu jezuitů). Jde rovněž o prvního papeže narozeného mimo Evropu od 8. století, časů pontifika svatého Řehoře III., který pocházel ze Sýrie.
Středoškolským vzděláním byl chemik. Ve 21 letech vstoupil do Tovaryšstva Ježíšova, na jehož fakultách studoval filosofii, teologii a sociální vědy, vyučoval a získal titul profesora teologie. Mezitím v letech 1973 až 1979 působil jako jezuitský provinciál v Argentině. Od roku 1998 až do svého zvolení papežem byl arcibiskupem Buenos Aires a argentinským primasem a od roku 2001 kardinálem.
Jeho biskupským i papežským heslem bylo latinsky Miserando atque eligendo (Pohlédl na něj s milosrdenstvím a vyvolil si jej). Na stránkách arcibiskupství volbu svého hesla spojoval s evangelijním příběhem povolání celníka Matouše podle 21. homilie Bedy Ctihodného.

## Původ a mládí

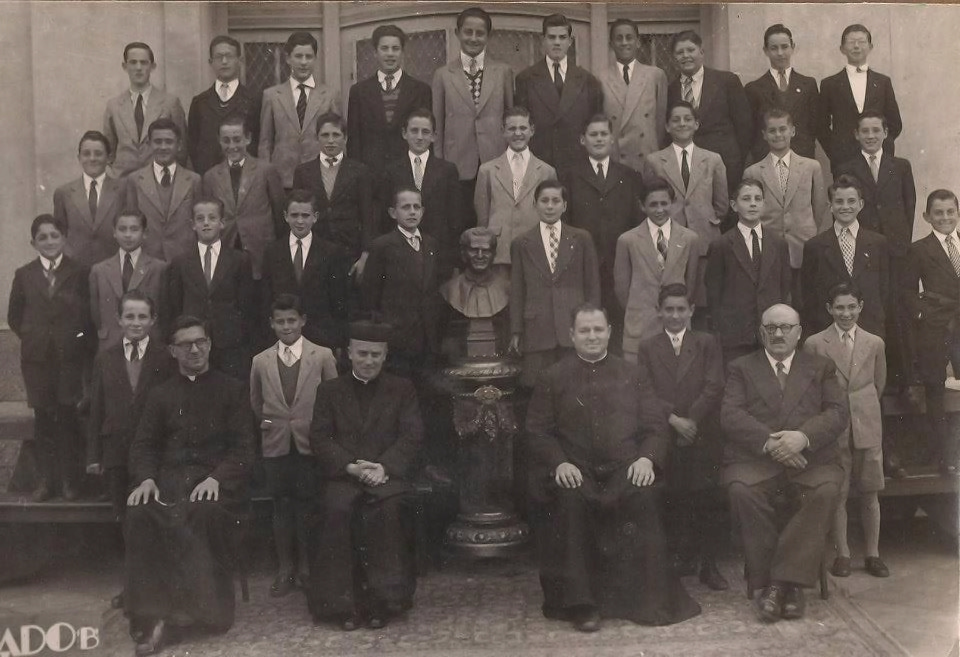
12letý Bergoglio ve školním roce 1948–1949 na salesiánské škole (třetí řada, čtvrtý zleva)

Narodil se v Buenos Aires italským imigrantům jako nejstarší z pěti dětí. Jeho sourozenci byli Alberto Horacio (1942–2010), Oscar Adrian (1938–úmrtí) a Marta Regina (1940–2007) a Maria Elena (* 1948). Otec Mario José (Giuseppe) Bergoglio (1908–1959) se narodil v obci Portacomaro v severní Itálii. Před nastupujícím fašistickým režimem Benita Mussoliniho odešel v roce 1928 do Argentiny a zde pracoval jako železniční dělník. Jeho manželkou se 12. prosince 1935 stala Regina María Sívoriová (1911–1981). Narodila se v Buenos Aires italským přistěhovalcům.
Ve 21 letech mu kvůli infekčnímu onemocnění byla odebrána horní část pravé plíce.
Dětství strávil v městské části Flores na předměstí Buenos Aires. Argentinské řádové sestry na něj vzpomínají jako na neposedného uličníka, byl prý malý ďáblík, jako každý malý kluk. Byl u nich oblíbený a se sestrou Dolores ho pojilo blízké přátelství, v posledních dnech jejího života ji pravidelně navštěvoval a po její smrti strávil celou noc v slzách a odmítal jíst a pít. V knižním rozhovoru, El Jesuita (Jezuita), který v roce 2010 vydali novináři Sergio Rubín a Francesca Ambrogettiová, uvádí, že jako mladík rád tančil tango, že pracoval i jako vyhazovač. Měl rád klasickou literaturu a jeho nejoblíbenějším filmem bylo dánské drama Babettina hostina.
V roce 2010 přiznal Bergoglio v rozhovoru, že ve dvanácti letech usiloval o dívenku Amalii, svou vrstevnici, a pomýšlel na svatbu; v dopise jí tehdy napsal, že je pro něj jediná a že pokud si ji nevezme za ženu, stane se knězem. Dopis ilustroval obrázkem domu s červenou střechou, ve kterém spolu budou bydlet. Amaliin otec své dceři vztah zakázal, a ona proto na dopis ani neodpověděla. Samotná Amalia Demonte příběh ze svého dětství po letech potvrdila v rozhovoru pro anglický deník The Daily Telegraph. Otec ji prý uhodil, když chtěla Jorgemu odepsat. Rodiče jí pak bránili v jakémkoliv dalším kontaktu s ním. Ona sama v té době prý ještě zamilovanost neznala. Na nevinném a čistém vztahu mezi dvěma dětmi nemá nynější papež co skrývat.
Byl fanouškem argentinského fotbalového klubu CA San Lorenzo de Almagro, kde hrával jeho otec.

## Studium, působení v řádu a akademické působení

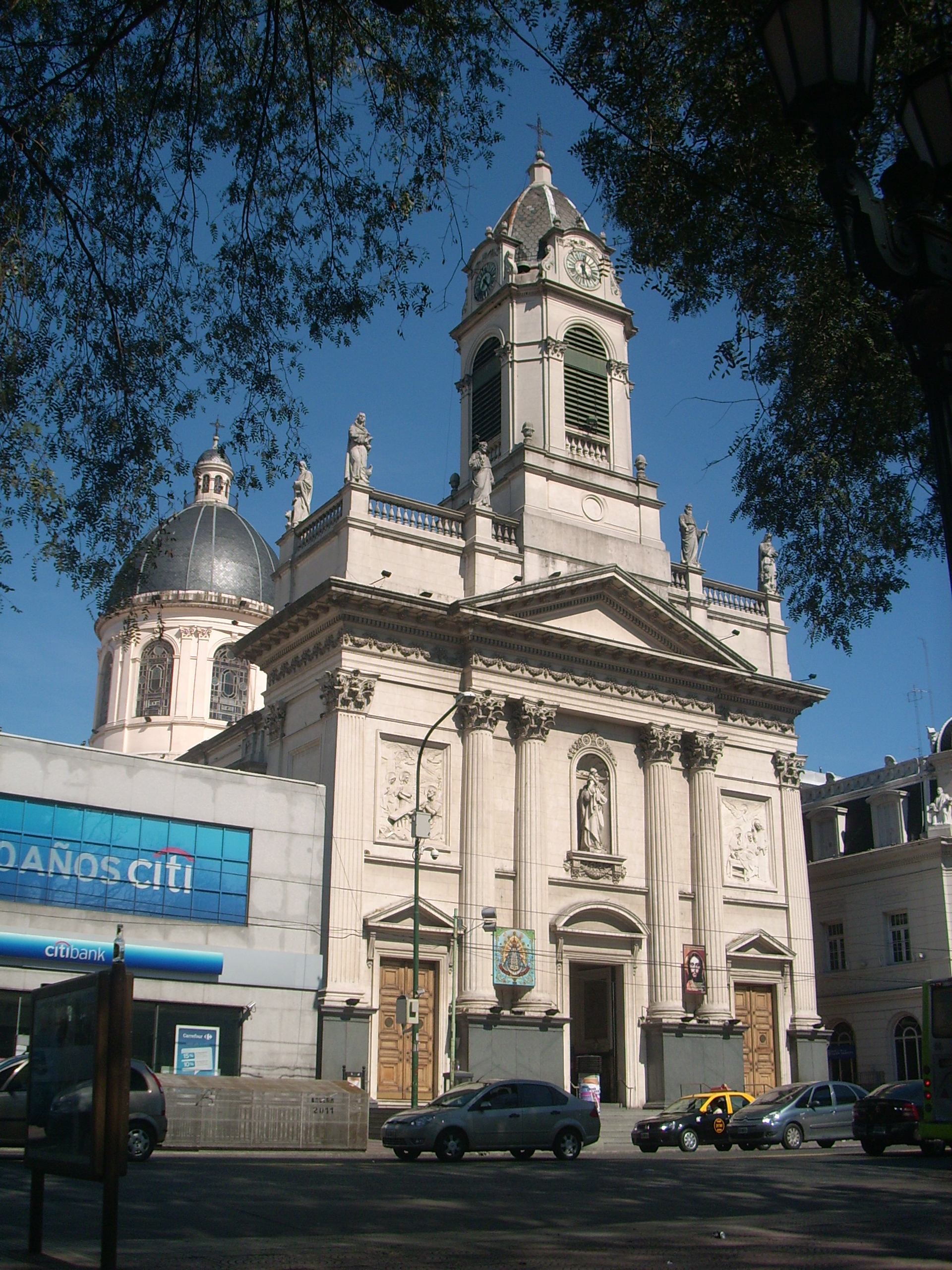
Bazilika sv. Josefa ve Flores, čtvrti Buenos Aires, kde Bergoglio vyrostl a začal kněžské působení

Vystudoval chemicko-průmyslovou střední školu. Poté v březnu 1958 ve 21 letech při svém pobytu v Santiago de Chile vstoupil do jezuitského řádu. Při svých pobytech v řádových domech na různých místech Chile a Argentiny pokračoval ve studiu několika oborů, mj. i sociálních věd. Byl zapsán ke studiu na teologické fakultě Colegio Máximo San José, která má sídlo na předměstí Buenos Aires San Miguel. Studium filozofie dokončil roku 1960 a studium teologie v roce 1970. Jeho významným učitelem byl Lucio Gera, jeden z otců tzv. teologie osvobození.
Od roku 1973 pracoval jako docent a poté profesor teologie na jezuitské fakultě filozofie a teologie v San Miguel. Po roce 1979, kdy ukončil působení ve funkci provinciála jezuitů, se postavil do čela této fakulty. Vyučoval literaturu, psychologii, filosofii a teologii.
V polovině 80. let 20. století pobyl několik měsíců v Německu na renomované Vysoké škole filozoficko-teologické v Sankt Georgen (Philosophisch-Theologische Hochschule Sankt Georgen) ve Frankfurtu nad Mohanem (byla založena v roce 1926 jako vzdělávací instituce pro jezuity několika německých biskupství), aby s tamějšími profesory konzultoval svou disertační práci.
Ovládal několik jazyků, kromě rodné španělštiny hovořil gramaticky bezchybnou italštinou, komunikoval německy a četl texty v církevní latině.[zdroj?] Své první proslovy a kázání v roli papeže pronášel italsky a spatra, případně jen s nahlížením do poznámek (zatímco Benedikt XVI. často četl z podkladů); média ocenila jeho řečnické schopnosti.

## Kněz

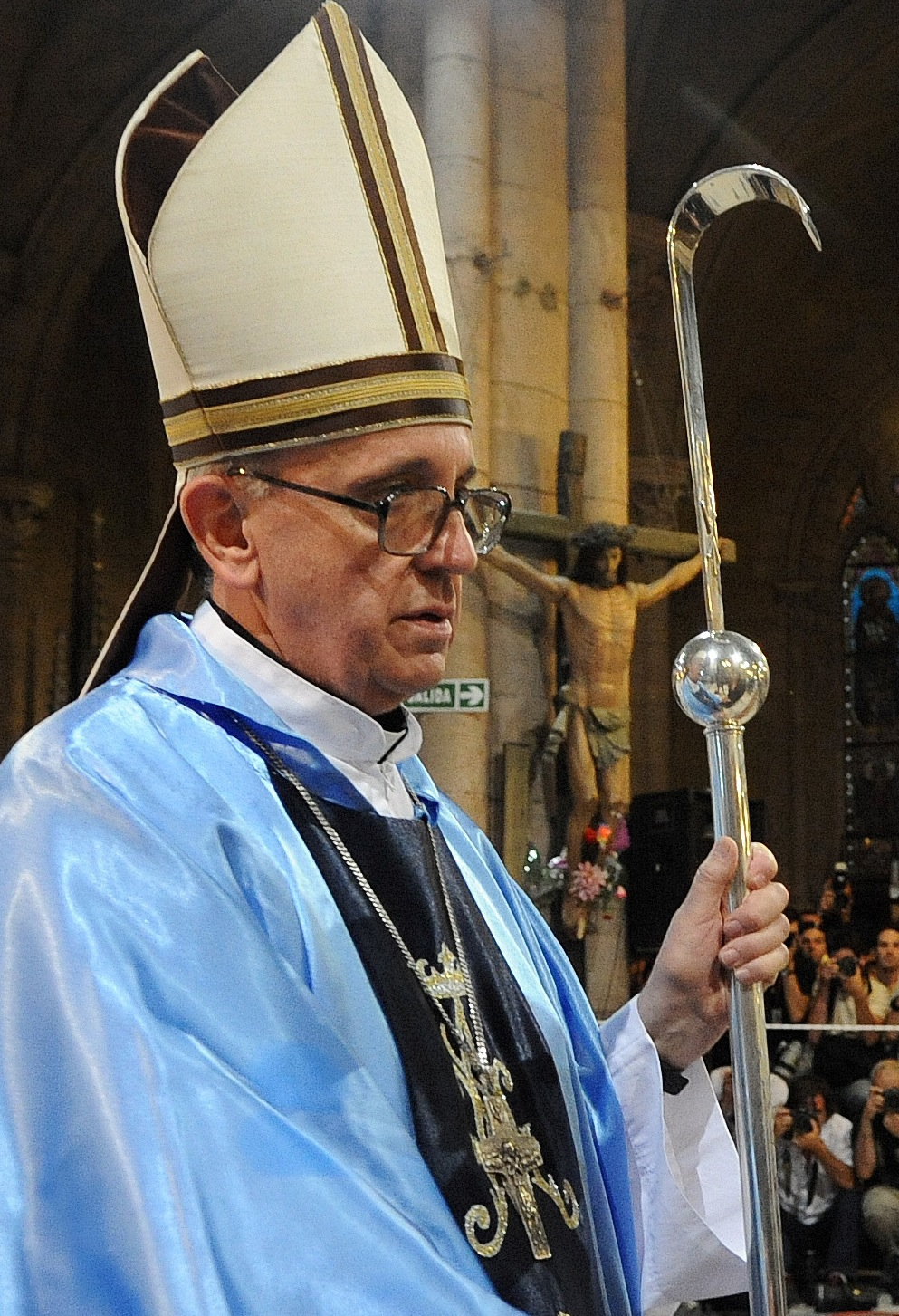
Jorge Mario Bergoglio v prosinci 2008

Do jezuitského řádu vstoupil v březnu 1958 ve svých 21 letech při svém pobytu v Santiagu de Chile. Kněžské svěcení přijal 13. prosince 1969 z rukou córdobského arcibiskupa Ramóna Josého Castellana. Po několik let sloužil v bazilice svatého Josefa (San José) ve čtvrti Flores, odkud pocházel.
Věčné sliby jako řeholník složil po vystudování 22. dubna 1973. Poté působil jako novicmistr a argentinský jezuitský provinciál (mezi lety 1973 a 1979).

## Biskup

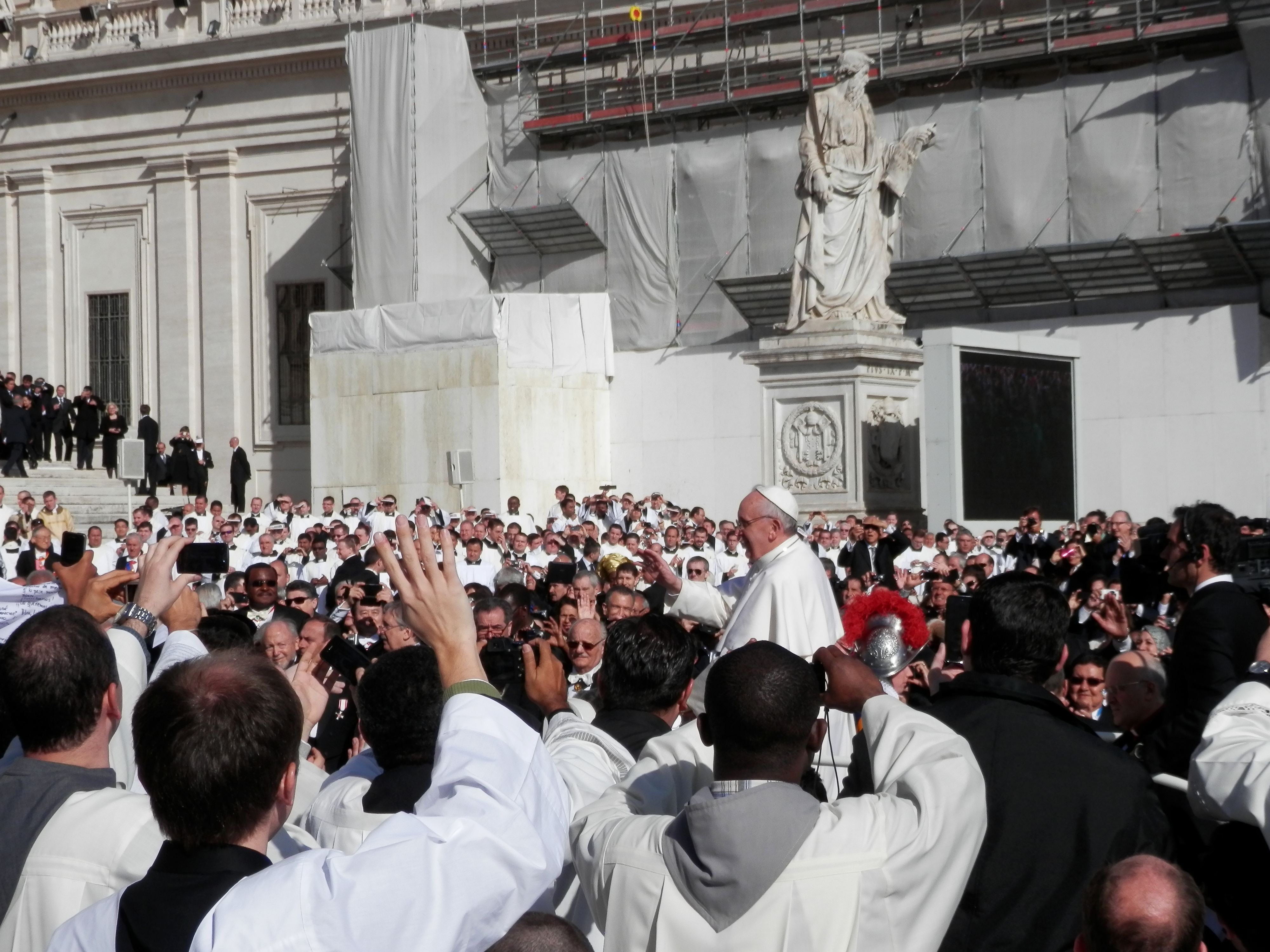
Inaugurace papeže Františka v březnu 2013

Dne 20. května 1992 jmenoval papež Jan Pavel II. Bergoglia pomocným biskupem v Buenos Aires. Biskupské svěcení mu udělil 27. června téhož roku arcibiskup Buenos Aires kardinál Antonio Quarracino. O pět let později, v červnu 1997 byl jmenován arcibiskupem-koadjutorem. Po smrti kardinála Quarracina se 28. února 1998 ujal funkce arcibiskupa v Buenos Aires. V roce 1999 se stal čestným členem Rotary klubu v Buenos Aires. V letech 2005 až 2011, tedy po dvě tříletá funkční období, byl předsedou Argentinské biskupské konference. Vědecky nechal zkoumat eucharistický zázrak v Buenos Aires, jehož zkoumání z církevního pohledu bylo v průběhu (2022).

## Kardinál

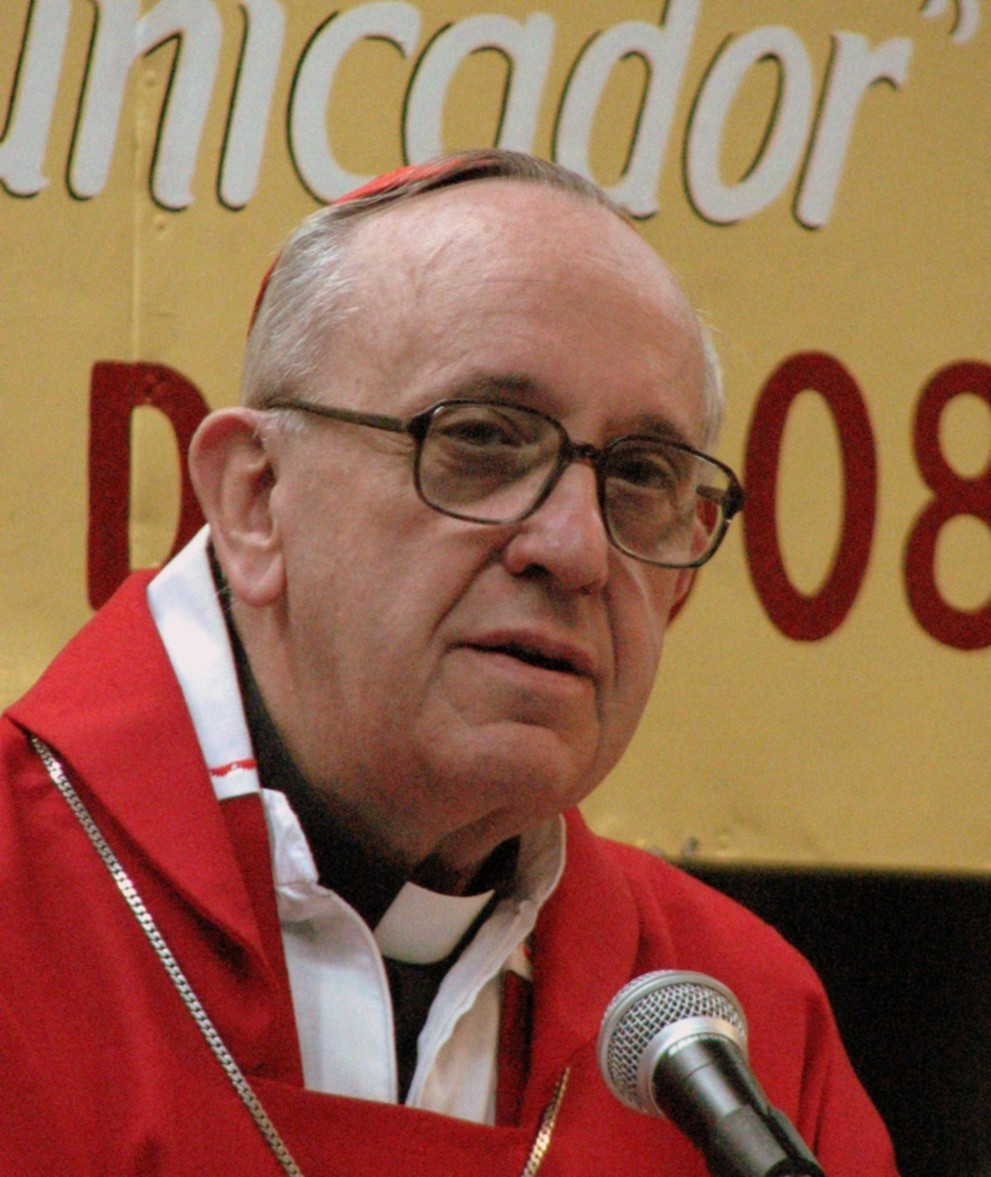
Jorge kardinál Bergoglio SJ v roce 2008

Při konzistoři v únoru 2001 jmenoval papež Jan Pavel II. Bergoglia kardinálem. Při konkláve v roce 2005 byl zmiňován mezi tzv. papabile, tedy favorizovanými kandidáty na papeže.
Podle publicisty Michala Semína byl nejméně od druhého kola této volby hlavním protikandidátem kardinála Josefa Ratzingera, posléze zvoleného papežem (pod jménem Benedikt XVI.). Údajně získal přes 40 volitelských hlasů, pak však, aby neblokoval další vývoj, prohlásil, že se další volby nezúčastní. Jelikož je ale hlasování přísně tajné, jednalo se jen o neověřené spekulace.
V prvním desetiletí 21. století se (podle iDNES.cz) údajně pokoušel rezignovat na funkci kardinála, Benedikt XVI. však rezignaci nepřijal. (Roku 2011 dosáhl Bergoglio věku 75 let, v němž jsou biskupové povinni nabídnout rezignaci na funkci biskupa.) Když tehdy v soukromí mluvil se svou sestrou Marií Elenou o možnosti, že by byl zvolen papežem, komentoval to prý slovy: „Děkuji, nechci“.

## Papež

### Zvolení
Od 12. března 2013 se konalo konkláve kardinálů v Sixtinské kapli ve Vatikánu. Hned následujícího dne, tedy 13. března, se stal dosavadní kardinál Bergoglio 266. papežem katolické církve. Jeho zvolení v pátém kole tajné volby bylo oznámeno bílým kouřem v 19:07 SEČ. Podle italských médií byl zvolen výraznou většinou 90 ze 115 kardinálů.
Jako vůbec první papež v dějinách církve si zvolil jméno František, a to na počest sv. Františka z Assisi. Jím přijaté jméno nebylo doposud žádným jeho předchůdcem zvoleno; podobně postupoval naposledy papež Lando. Nový papež si však přál používat své jméno bez římské číslovky, tedy jen „František“ a nikoliv František I. Prozradil, že po jeho zvolení zazněly i návrhy, aby si zvolil jméno Hadrián či Klement. Při setkání s novináři nový papež také vysvětlil, co jej bezprostředně vedlo k volbě tohoto jména. Podle jeho slov se na něj hned poté, co bylo jeho zvolení dvoutřetinovou většinou zjevné, obrátil jeho přítel, brazilský františkán a kardinál Cláudio Hummes, a řekl mu: „Nezapomeň na chudé!“ Tím mu připomněl odkaz sv. Františka z Assisi.

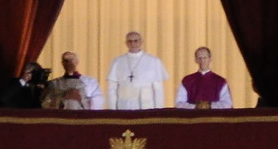
Papež František těsně po svém zvolení

Funkce se ujal ihned po zvolení, ceremoniál intronizace, kdy papež sloužil inaugurační mši svatou, proběhl v úterý 19. března, tedy na svatého Josefa. Papež též obdržel pallium a rybářský prsten. Intronizace se podle očekávání zúčastnili státníci z celého světa. Celkem dorazilo 132 oficiálních delegací z 80 zemí, mj. argentinská prezidentka Cristina Fernández de Kirchner, americký viceprezident Joe Biden a německá kancléřka Angela Merkelová. Na Svatopetrském náměstí ve Vatikánu se shromáždilo přibližně 200 000 věřících, mezi kterými papež před obřadem projel v papamobilu a požehnal jim. Českou republiku zastupoval vicepremiér a ministr zahraničí Karel Schwarzenberg. Slavnosti se zúčastnil i konstantinopolský pravoslavný ekumenický patriarcha Bartoloměj I.; podle agentury AP to byla první událost tohoto druhu od Velkého schizmatu v křesťanství z roku 1054; svého zástupce, metropolitu Ilariona, vyslala i ruská pravoslavná církev a její patriarcha Kirill zaslal papeži Františku blahopřejný dopis s výzvou ke společné obraně pronásledovaných křesťanů ve světě a k obraně morálních hodnot proti sekularismu.
Média předpokládala, že po nástupu papeže Františka téměř jistě nezůstane vatikánským státním sekretářem kardinál Tarcisio Bertone a že si papež do této funkce vybere někoho z obdobně smýšlejících kardinálů. Podle listu La Repubblica a dalších italských médií byli pravděpodobnými kandidáty brazilský kardinál João Braz de Aviz nebo italští kardinálové Bertello a Filoni či arcibiskup Bernardini. V sobotu 16. března 2013 odpoledne papež František oznámil, že prozatím nehodlá dělat personální změny v kurii, protože nevidí bezprostřední potřebu změn.
V sobotu 23. března 2013 přiletěl nový papež František vrtulníkem do letní rezidence Castel Gandolfo, aby se setkal s emeritním papežem Benediktem XVI. Setkání trvalo zhruba 45 minut. Novináři vyslovili tezi, že oba církevní představitelé jednali mimo jiné o budoucí personální politice Vatikánu a zejména o změnách při obsazení míst v kurii a jednotlivých vatikánských kongregacích.

### Reforma vatikánské kurie
Dne 13. dubna 2013 vydal Vatikán oznámení, že papež František ustanovil nový poradní sbor osmi kurijních kardinálů pro vypracování reformy vatikánské kurie. Členy pracovní skupiny jsou mj. Ital Giuseppe Bertello, německý kardinál Reinhard Marx, Óscar Andrés Rodríguez Maradiaga z Hondurasu a americký kardinál Seán Patrick O'Malley.
Dne 31. srpna 2013 ČTK oznámila, že stávající státní sekretář Tarcisio Bertone na svoji funkci rezignoval a na jeho místo papež jmenoval italského arcibiskupa Pietra Parolina. ČTK se přitom odvolávala na nejmenované kritiky, kteří Bertoneho spojují se skandály kolem odhalení sexuálního zneužívání dětí kněžími či úniku důvěrných dokumentů o korupci a mocenském boji ve Vatikánu, a výměnu státního sekretáře prezentoval jako očekávaný první krok na cestě k očistě od afér a mocenského boje. Bertone zůstal ve funkci do 15. října 2013, kdy jej Pietro Parolin nahradil.

### Encykliky a exhortace

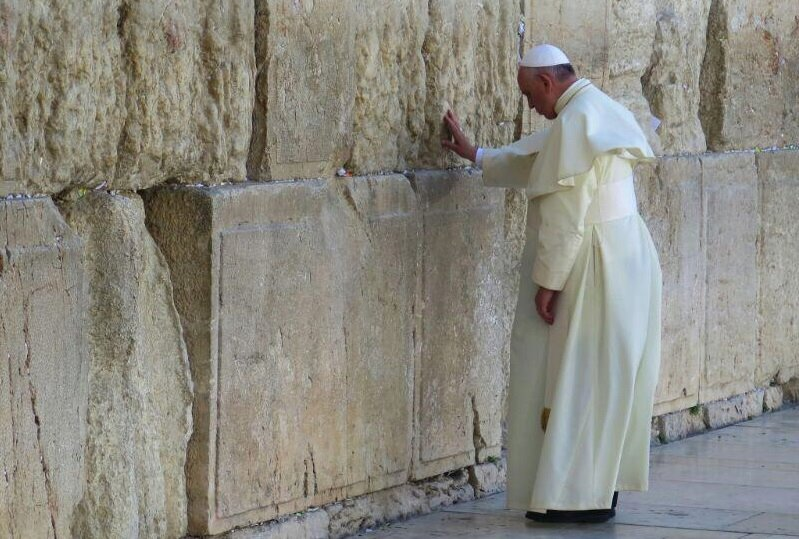
Papež František u Zdi nářků

Svoji první encykliku Světlo víry (Lumen fidei) s podtitulem O víře vydal 5. července 2013, na svátek Cyrila a Metoděje, a datoval ji v Římě 29. červnem 2013 na slavnost svatých apoštolů Petra a Pavla. Encyklika deklarovala návaznost na encykliky Benedikta XVI. o lásce a naději i na jeho téměř dokončené prvotní znění encykliky o víře. Pro agenturu ANSA označil v červnu encykliku za „napsanou čtyřma rukama“. Encyklika reagovala na řadu moderních i starých autorů, cituje Nietzscheho, Martina Bubera, J. J. Rousseaua i Dostojevského, Romana Guardiniho, Ludwiga Wittgensteina, hlásí se k odkazu druhého vatikánského koncilu, analyzuje slovní hříčky v originálních biblických textech.
Druhou encykliku Tobě buď chvála (Laudato si’) s podtitulem O péči o společný domov vydal dne 24. května 2015, oficiálně byla publikována na tiskové konferenci 18. června 2015.
Dne 26. listopadu 2013 zveřejnil Svatý stolec apoštolskou exhortaci Radost evangelia (Evangelii gaudium). Dokument vychází z propozic synodu o nové evangelizaci (7. – 28. října 2012, dokument je cituje 27×) a papež jej podle tiskového mluvčího napsal v srpnu 2013 po návratu ze Světových dní mládeže v Riu de Janeiro, přičemž originál byl psán ve španělštině. Třináctkrát byla citována apoštolská exhortace Pavla VI. Evangelii nuntiandi, dále jsou citováni církevní otcové, středověcí teologové, ale i zástupci moderní teologie, jako bl. John Henry Newman, Henri de Lubac a Romano Guardini, či spisovatel Georges Bernanos; zřetel byl brán i na dokumenty latinskoamerických episkopátů z Aparecidy a Puebla, závěry 15. shromáždění katolických blízkovýchodních patriarchů a texty biskupských konferencí z Indie, Spojených států, Francie, Brazílie, Filipín a Konga; dokument má více než sto stran. V pěti kapitolách pojednává o sedmi hlavních bodech: reforma církve v misionářském vycházení (misionářská transformace), pokušení pastoračních pracovníků, církev vnímaná jako evangelizující celek Božího lidu, homilie a její příprava, společenské začlenění chudých, pokoj a sociální dialog, duchovní motivace misionářského nasazení. Pojítkem mezi všemi tématy je milosrdná Boží láska a radost jako evangelizační styl. Zároveň papež zdůraznil, že „od papežského magisteria není nutné očekávat definitivní nebo kompletní slovo o všech otázkách, které se týkají církve a světa“. Píše též: „Přehnaná centralizace namísto pomoci komplikuje život církve i její misionářskou dynamiku. Také papežství a centrální struktury všeobecné církve potřebují slyšet výzvu k pastorální konverzi.“ Přesycovat společnost bez rozmyslu daty vede podle exhortace k nesmírné povrchnosti při formulaci morálního stanoviska, a proto je nezbytné vychovávat ke kritickému myšlení a k hodnotové zralosti.
8. dubna 2016 vydal papež František svou druhou apoštolskou exhortaci Amoris laetitia (Radost z lásky), která se věnuje tématu rodiny a jejím současným výzvám či poslání.
Ve třetí apoštolské exhortaci, Gaudete et exsultate (Radujte se a jásejte), která vyšla 19. března 2018, reflektoval papež František všeobecné povolání ke svatosti a zamýšlel se nad tím, jak můžeme na tuto výzvu odpovědět v moderním světě.
Dne 3. října 2020 vyšla třetí Františkova encyklika Fratelli tutti (česky Všichni [jsme si] bratry) s podtitulem O bratrství a sociálním přátelství. Jedná se o sociální encykliku s tématem bratrství a sociálního přátelství.

### Zahraniční cesty
První zahraniční cesta papeže Františka vedla v červenci 2013 do Brazílie. Na rozdíl od svých předchůdců během ní nepoužíval opancéřovaný papamobil. Mnohokrát se navíc dostal do přímého kontaktu s lidmi, což způsobilo nervozitu příslušníků jeho ochranky.
Kněze a církevní hodnostáře celého světa František vyzval, aby vyšli z izolace svých kostelů a kazatelen a sloužili chudým a potřebným. „Nemůžeme se zavírat ve farnostech, když tolik lidí čeká na slovo Boží,“ řekl kněžím v katedrále v Riu de Janeiru. Františkovu závěrečnou mši, kterou sloužil na pláži Copacabana, navštívily podle některých odhadů až tři miliony lidí.

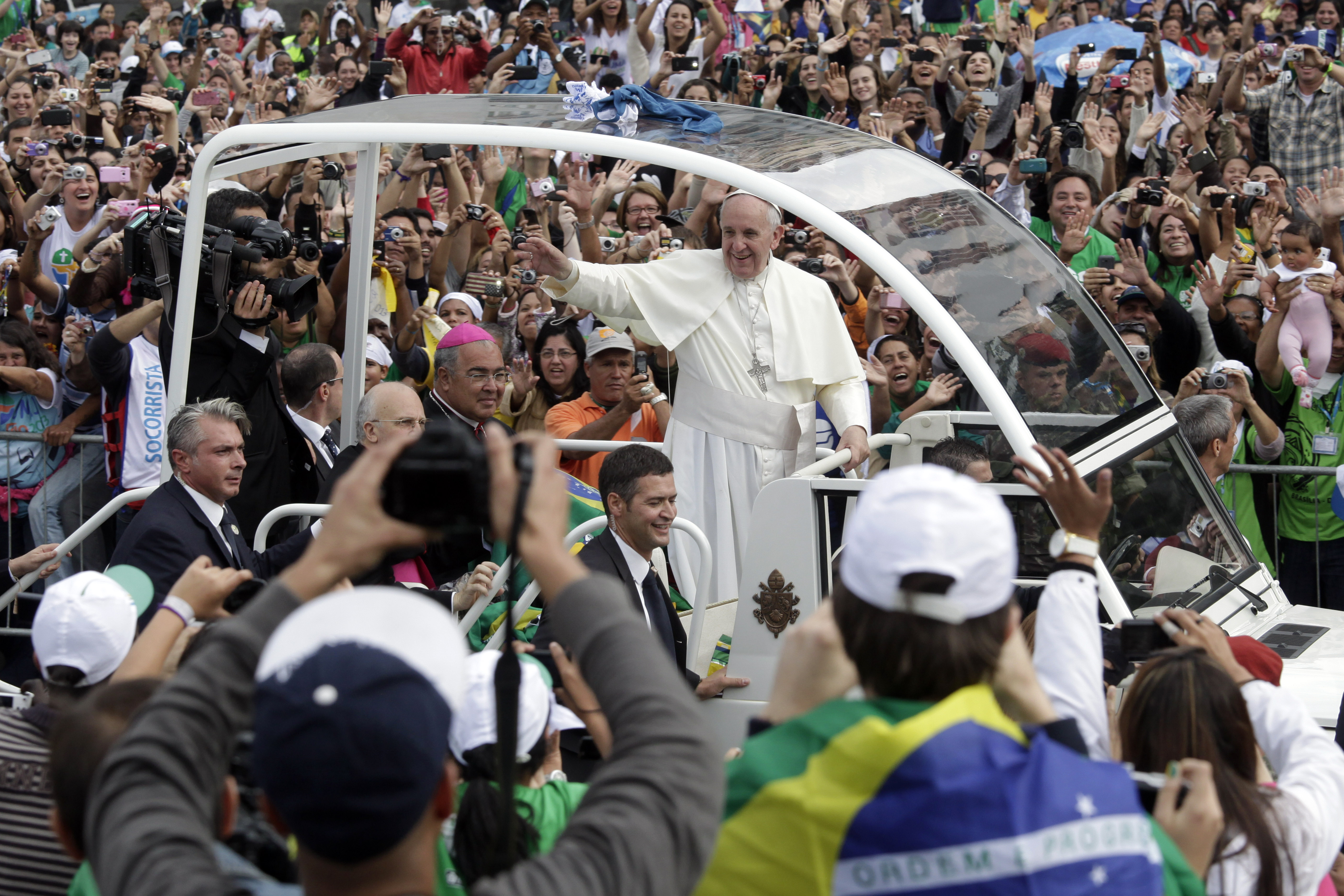
Papež František na Světových dnech mládeže v Brazílii

V květnu 2014 navštívil Jordánsko a Izrael. Během této cesty se setkal s jordánským králem Abdalláhem II., s patriarchou Bartolomějem I., s prezidentem Izraele Šimonem Peresem a s palestinským prezidentem Mahmúdem Abbásem. Perese i Abbáse pozval ke společné modlitbě do svého domu ve Vatikánu; toto pozvání oba prezidenti přijali. Velký rozruch způsobil nečekanou modlitbou u zdi oddělující Izrael od Západního území.

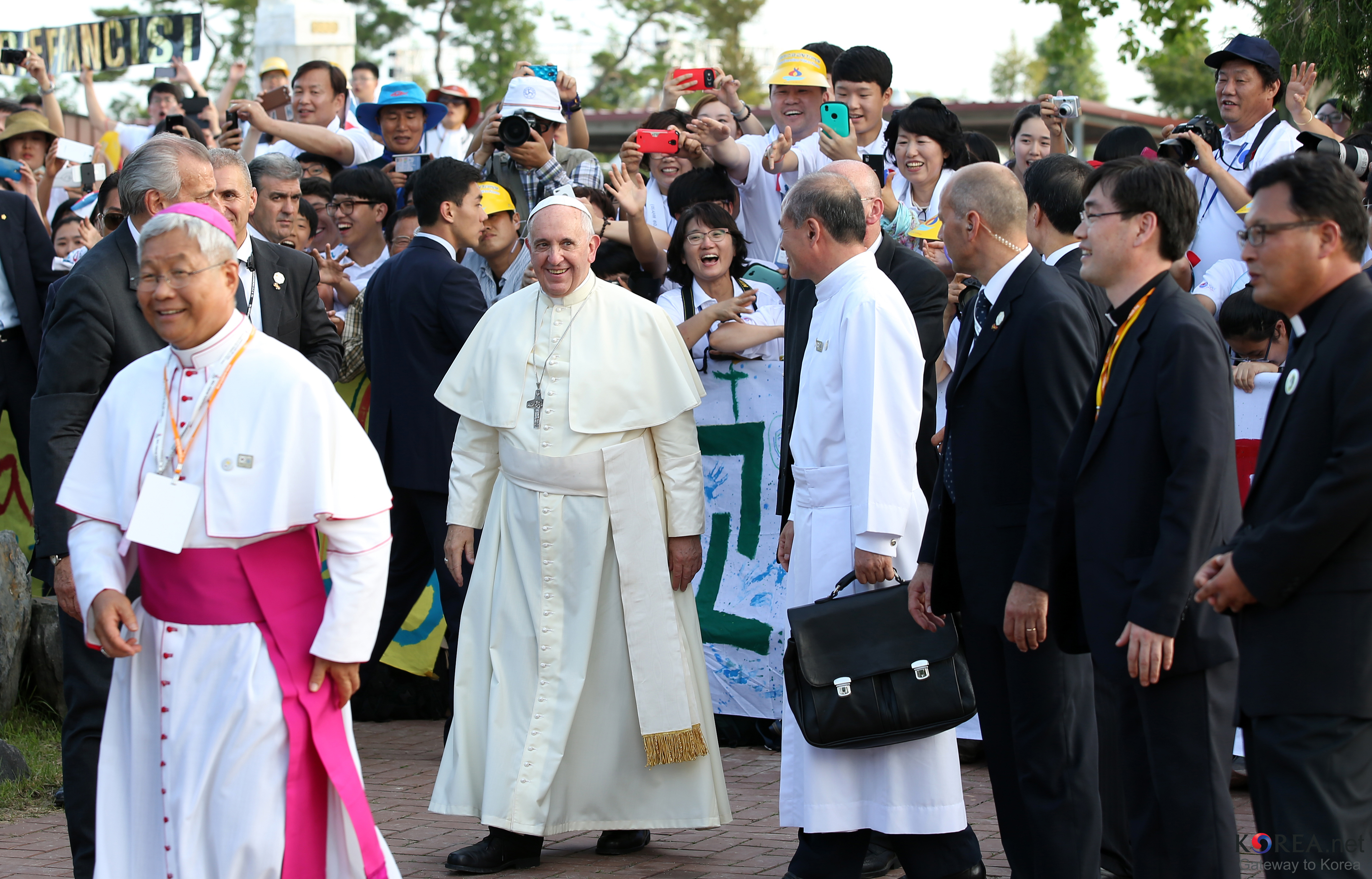
Papež František na návštěvě Jižní Koreje

V srpnu 2014 navštívil Jižní Koreu. Při této cestě blahořečil 124 korejských mučedníků, kteří byli zabiti během pronásledování v 18. a 19. století.
Dne 24. dubna 2015 přislíbil návštěvu České republiky u příležitosti Cyrilometodějských slavností na Velehradě.
V neděli 17. května 2015 pozdravil prostřednictvím přímého televizního přenosu z náměstí sv. Petra před modlitbou Anděl Páně shromáždění věřících k 20. výročí návštěvy papeže sv. Jana Pavla II. na Svatém Kopečku v Olomouci, při němž byl do ostatkové skříňky poblíž oltáře a hrobu sv. Viktora v chrámu Navštívení Panny Marie uložen relikviář s krví Jana Pavla II.
V únoru 2016 jednal na Kubě s Raúlem Castrem; v Havaně se sešel také s moskevským patriarchou Kirillem, což bylo první setkání mezi hlavami římskokatolické a Ruské pravoslavné církve v dějinách. Kritici však upozorňují na to, že Kirill se s Františkem setkal spíše z politických, než ekumenických důvodů.

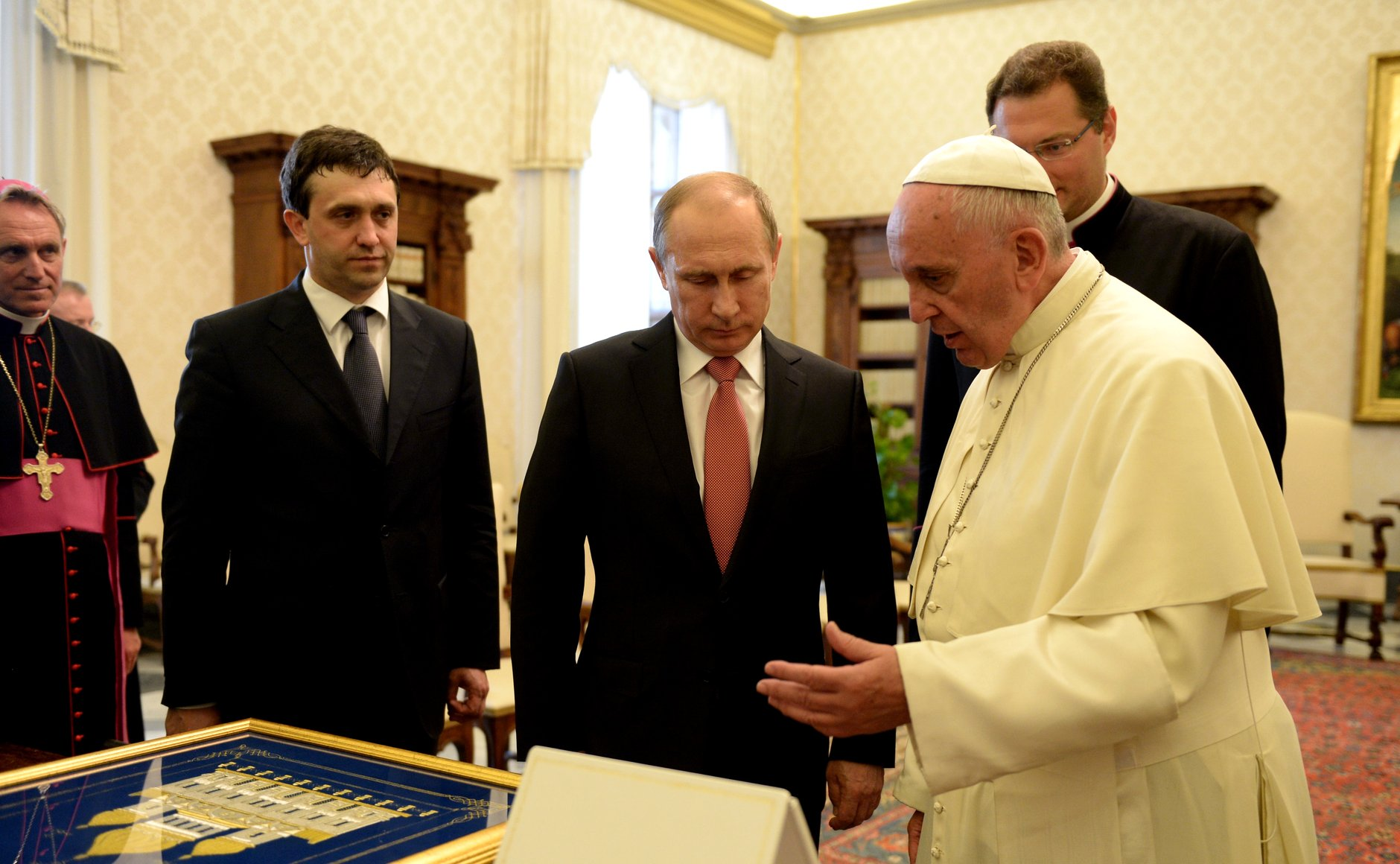
Setkání s ruským prezidentem Putinem 10. června 2015

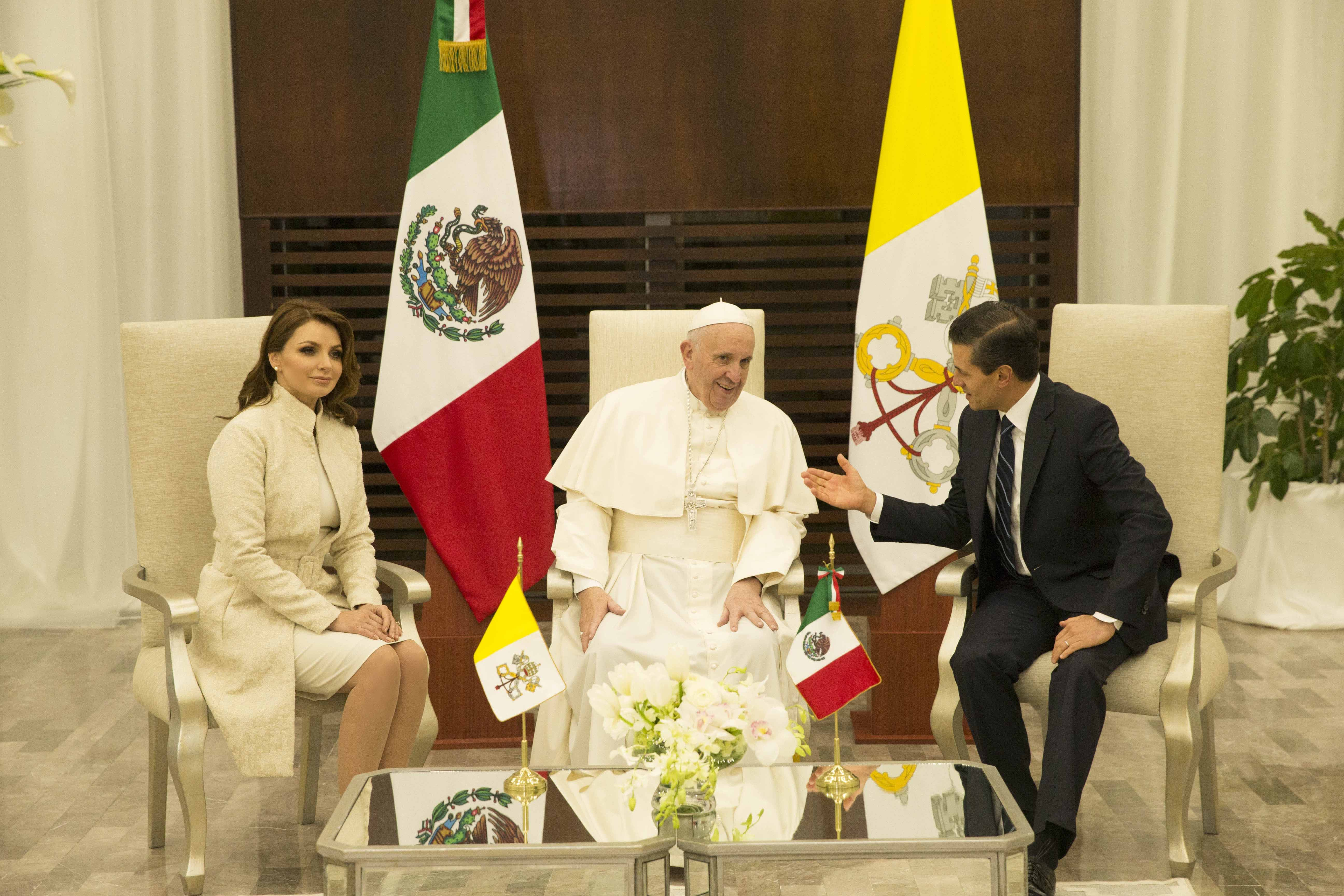
setkání s mexickým prezidentem Enrique Peñou Nietou

V roce 2016 navštívil František jako první papež Mexiko, které zkritizoval za nedostatečný boj s korupcí a s obchodem s drogami.
V listopadu 2017 přiletěl František jako první hlava katolické církve do Myanmaru. Tamější obyvatele vyzýval k odpuštění za násilí.
Během zahraniční cesty do Spojených arabských emirátů v roce 2019 podepsal s vrchním imámem z Al-Azhar Dokument o lidském bratrství.
V březnu roku 2021 navštívil jako první papež Irák (Bagdád, Nadžaf, Ur, Mosul, Irbíl a Karakoš).
V září 2021 navštívil papež Slovensko, konkrétně Bratislavu, Prešov a dále Košice, kde měl projev na sportovním stadionu a dále navštívil sídliště Luník IX. Na závěr své cesty navštívil Baziliku Panny Marie sedmibolestné a 17. září sloužil mši svatou na poutním místě Šaštín-Stráže v bratislavské arcidiecézi, poblíž hranic s Českou republikou.

### Osobní telefonáty
Brzy po zvolení překvapil papež František tím, že řadu osobních záležitostí si i v nejvyšší církevní funkci dál zařizoval sám. Osobními telefonáty většinou zcela vyvedl z míry volané, kteří hovor často považovali za vtip. Jednou z prvních „obětí“ papežova neformálního stylu se stal pár dní po jeho zvolení recepční ve vatikánské rezidenci jezuitů, kam František telefonoval generálnímu představenému řádu Adolfu Nicolásovi. Když recepční slyšel, že volá „papež František“, reagoval slovy: „Ano? A já jsem Napoleon“.
U svého prodejce novin pak papež odhlásil jejich odběr, svému ševci zavolal, aby se netrápil papežskými střevíci z červené kůže, ale pokračoval ve výrobě klasických černých bot, a u svého argentinského zubaře zrušil kontrolu kvůli „dlouhodobému pobytu ve Vatikánu“.
Následovaly nečekané telefonáty věřícím, kterými je chtěl podpořit v obtížné osobní situaci. Tímto způsobem se ozval např. těhotné italské ženě, kterou její partner opustil poté, co zjistila, že čeká dítě, a navíc ji posílal na interrupci; v dopise se papeži svěřila s obavou, že její nemanželské dítě nebude chtít žádný kněz pokřtít. Papež ji po telefonu ujistil, že pokud by se tak stalo, má mu dát vědět a on dítě pokřtí sám.

### Rok milosrdenství
Hlavní článek: Svatý rok 2015
V dubnu 2015 papež vyhlásil bulou Misericordiae vultus (česky Tvář milosrdenství) svatý rok milosrdenství, který trval od 8. prosince 2015 do Slavnosti Krista Krále 20. listopadu 2016. Tento svatý rok, který byl vyhlášen u příležitosti 50. výročí od konce druhého vatikánského koncilu, slouží obdobně jako jiné svaté roky, které může ze své autority vyhlásit pouze papež, k plnomocnému odpuštění všech druhů hříchů, ale i všech následných trestů z nich plynoucích. Tyto odpustky se udělují za obvyklých podmínek (nemít zálibu v žádném hříchu, snažit se žít křesťanský život podle evangelijních zásad), přičemž se také přidávají podmínky speciální (projití svatou branou ve svatopetrské bazilice). V září téhož roku navíc papež sdělil, že na toto období udělí také posílení zpovědních fakult pro kněze, kteří tak budou moci udělit odpuštění hříchů ženám, které podstoupily interrupci. V rámci tohoto roku papež navíc chce vyslat do celého světa na Popeleční středu tzv. misionáře milosrdenství, kteří by měli dopomoci k posílení osobní víry každého křesťana a zakoušení jeho vztahu s Bohem, který je nejvýš milosrdný, dále by pak jejich funkcí mělo být, aby byli přesvědčivými kazateli milosrdenství a přinášeli radost z odpuštění. V rámci tohoto roku také papež myslel na věřící, kteří chodí na bohoslužby církví neuznaného Kněžského bratrstva sv. Pia X. (FSSPX) Spolu s prosbou za plné sjednocení katolické církve s tímto společenstvím duchovních a jim svěřených laiků udělil po dobu konání tohoto svatého roku zplatnění zpovědí, které udělují kněží FSSPX.

### Sexuální zneužívání katolickými duchovními
Papež František se na téma sexuálních a zneužívacích skandálů opakovaně vyjádřil, když je odsoudil a omlouval se za ně a setkával se s oběťmi zneužívání katolickými duchovními; sám však čelil rostoucí kritice, že jeho zásahy proti němu jsou nedostatečné a že se sám v mnoha případech zastával jeho pachatelů či těch, co takové jednání kryli, snižoval či snímal tresty na ně uvalené a dokonce je povyšoval.
Kritiku vyvolalo například jmenování kardinála Danneelse delegátem na synodu o rodině, neboť ten se ještě jako primas Belgie pokoušel ututlat zneužívání páchané biskupem Vangheluwem.
Velké pobouření vyvolalo jmenování Juana Barrosa osornským biskupem a neurvalý výpad, kterým papež počastoval během své návštěvy Chile ty, kteří proti biskupovi, viněnému z krytí sexuálního obtěžování na předchozím úřadě, protestovali. Za své výroky se později omluvil a posléze přiměl chilské biskupy k hromadné rezignaci (nejen včetně Barrosa, ale i těch, co proti Barrosovi vystupovali).
V srpnu 2018 obvinil papeže arcibiskup Viganò, bývalý apoštolský nuncius v USA, že dlouho věděl o obvinění ze zneužívání vznesených proti kardinálu McCarrickovi a i přesto ho zbavil trestů, které na něj měl uvalit Benedikt XVI., a učinil jej jedním ze svých vlivných poradců. Viganò v souvislosti s tímto obviněním vyzval papeže, aby šel příkladem a sám rezignoval. Papež se před novináři odmítl k těmto obviněním vyjádřit.
V únoru 2019 papež ve Vatikánu uspořádal historicky vůbec první konferenci čelných představitelů katolické církve o problematice sexuálního zneužívání. V květnu 2019 pak František zveřejnil apoštolský list Vos estis lux mundi, kterým zavedl nové procedurální normy pro boj se sexuálním zneužíváním v rámci římskokatolické církve a který dle Vatican News představuje významný krok v prevenci a potírání sexuálních deliktů ze strany římské kurie.

### Nemoc a úmrtí
Dne 14. února 2025 byl hospitalizován v souvislosti s astmatickou bronchitidou, 18. února tisková kancelář Svatého stolce oznámila, že onemocněl oboustranným zápalem plic. Šéf jeho lékařského týmu v nemocnici Gemelli Sergio Alfieri oznámil, že papeži koncem února hrozilo úmrtí. V neděli 23. března 2025 byl papež z nemocnice propuštěn a opět se objevil na veřejnosti, lékaři mu doporučili nejméně dva měsíce odpočinku. 28. března ředitel tiskového úřadu Vatikánu řekl, že Františkův zdravotní stav je stabilní.
Na velikonoční neděli 20. dubna 2025 dopoledne krátce přijal amerického viceprezidenta J. D. Vance, poté z balkonu svatopetrské baziliky pozdravil věřící, poselství Urbi et orbi za něj ale přečetl hlavní papežský ceremoniář Diego Ravelli. V poselství mimo jiné vyzval k příměří mezi Hamásem a Izraelem, odsoudil růst antisemitismu ve světě a modlil se za mír v Libanonu, Sýrii a na Ukrajině.
Zemřel na Velikonoční pondělí, 21. dubna 2025. Papežovo úmrtí oznámil Vatikán. Příčinou smrti byla mrtvice, která způsobila kóma a následné selhání srdce.

## Názory a postoje

### Osobní skromnost a sociální důraz

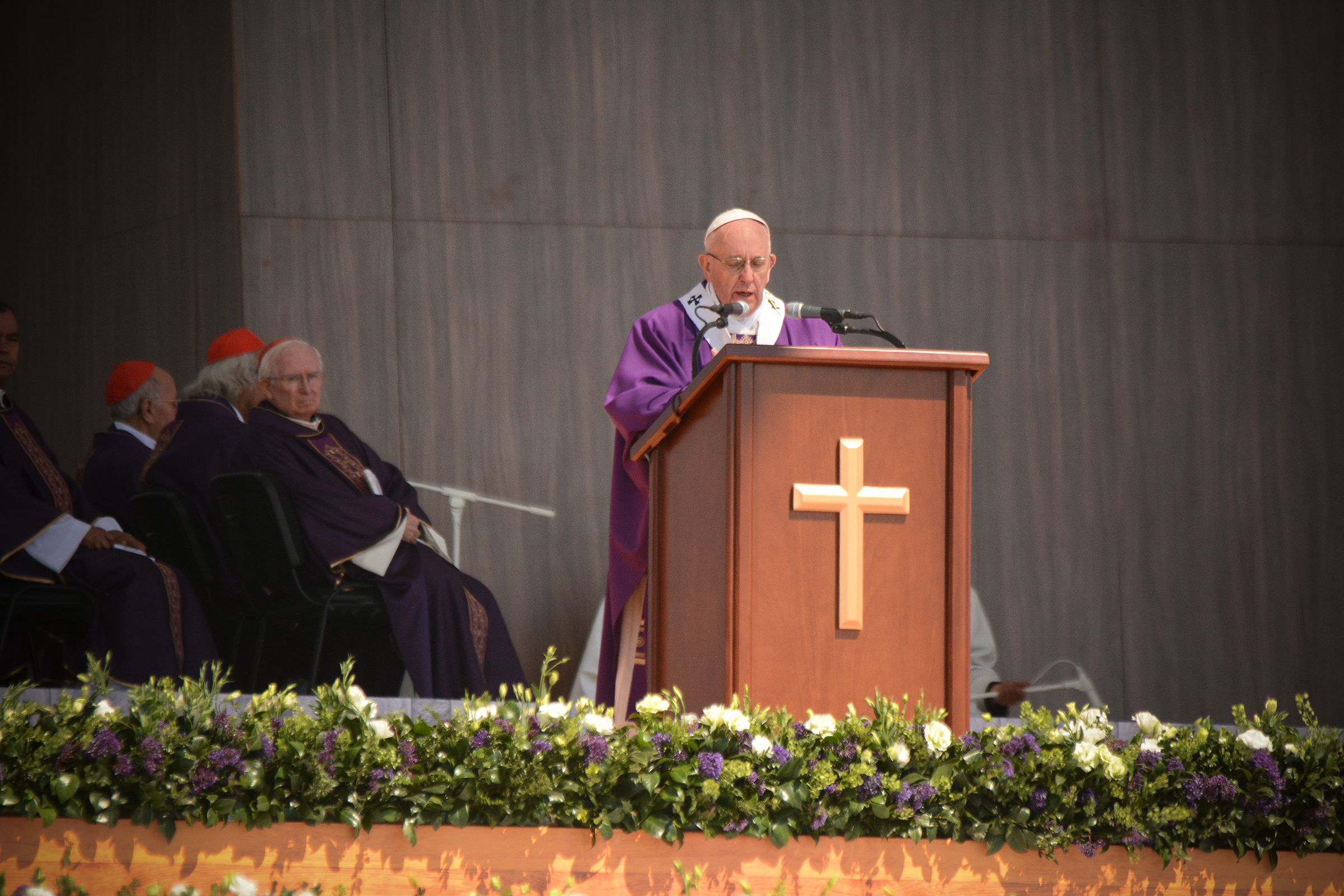
Papež František na své apoštolské cestě v Mexiku (14. února 2016)

K nápadným povahovým rysům papeže Františka patří osobní skromnost. Jako kardinál žil v malém bytě, sám si vařil a jezdil veřejnou hromadnou dopravou. Podle jeho názoru každý člověk, který podlehne sebestředné marnosti, ve skutečnosti skrývá v sobě velkou bídu.
Už jako kardinál se kriticky vyjádřil k obrazu církve v současném světě, že je uzavřená sama do sebe, a tak duchovně nemocná. Řekl, že pokud by si měl vybrat mezi poraněnou církví, která se vydala na ulici, a nemocnou, odtažitou církví, rozhodně by si vybral tu první. Podpořil využití moderních digitálních technologií jako internet a SMS k oslovování lidí. Kněze, kteří odmítají křtít děti svobodných matek, označil za pokrytce dnešní doby, za ty, kdo klerikalizují církev a božímu lidu upírají spásu. Je znám svým zájmem o lidi nakažené virem HIV, v minulosti je často navštěvoval v hospicích. Léta 2011 navštívil hospic, kde v rámci velikonočního rituálu políbil dvanáct lidí nakažených tímto virem a obřadně jim umyl nohy. Tento obřad zopakoval už jako papež na Zelený čtvrtek roku 2013, kdy omyl a políbil nohy 12 delikventům v římském nápravném zařízení pro mladistvé.
Dne 16. března 2013 na setkání s novináři papež František s poukazem na svatého Františka z Assisi řekl: „Přál bych si, aby i celá církev byla církví chudých, církví pro chudé“.

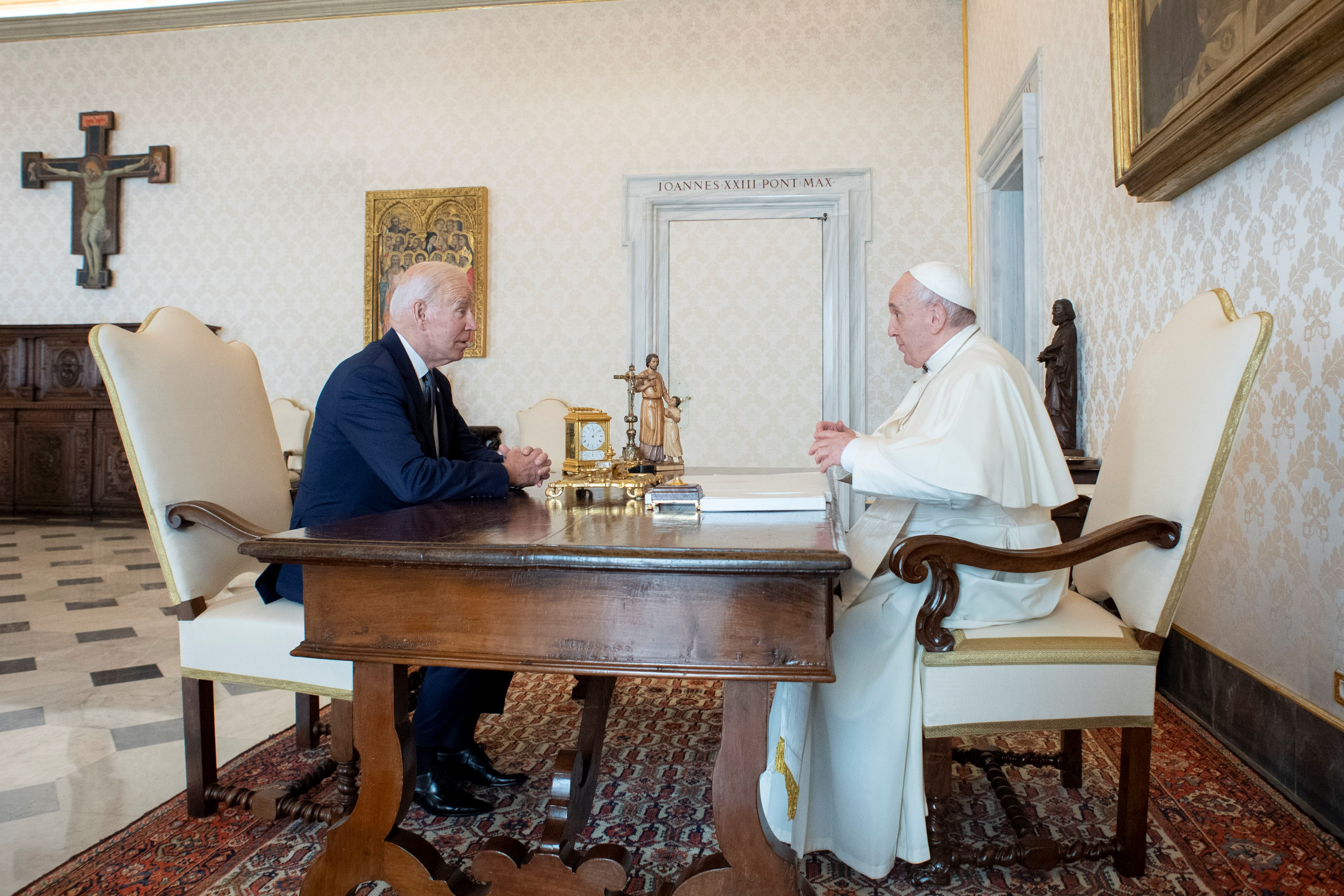
Setkání s americkým prezidentem Joe Bidenem ve Vatikánu v říjnu 2021

„Nebuďte nikdy smutní, křesťan nemůže být smutný. Nenechte se nikdy ovládnout bezmocí. Naše radost není radostí z vlastnictví mnoha věcí, ale ze setkání s Ježíšem,“ řekl na Květnou neděli 2013 (24. března).

### Církev, papežství a liturgie

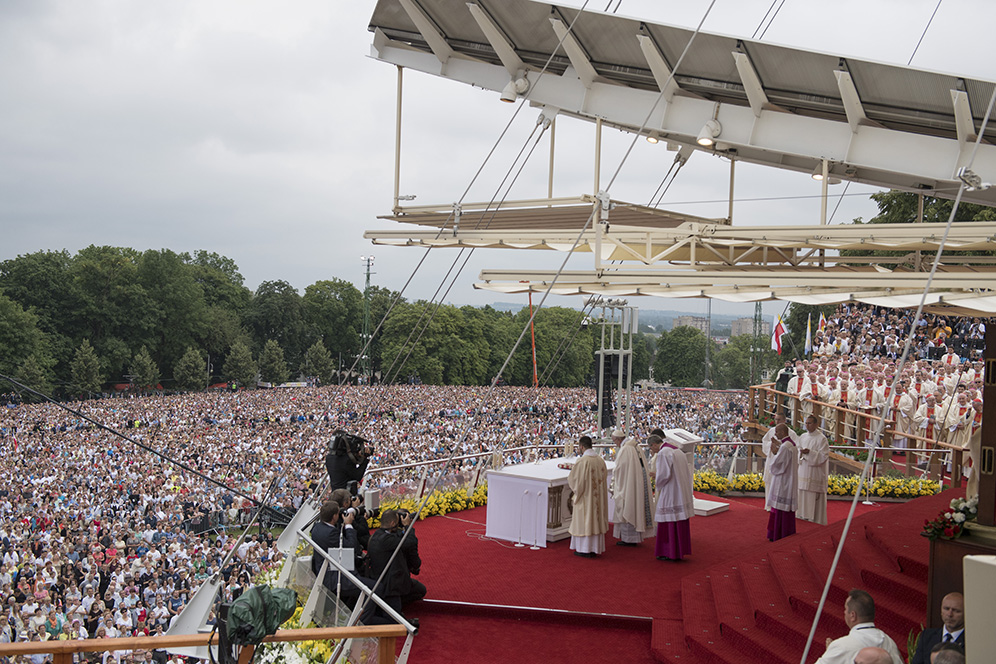
Mše v Čenstochové 28. července 2016 připomněla 1050. výročí křesťanství v Polsku

Podle Mileny Faustové je František znám jako významný teolog a umírněný konzervativec a tvoří kompromis mezi levicovou teologií osvobození a tradicionalismem jezuitského řádu.
Podle Michala Semína kladl dřívější arcibiskup Bergoglio ve své diecézi překážky tradicionalistickým kněžím, kteří se chtěli vrátit k předkoncilní liturgii, a to i po vydání Benediktova apoštolského listu Summorum pontificum, který byl k tradicionalistům vstřícný. Jako arcibiskup a kardinál měl Bergoglio dobré vztahy s židy a protestanty. Ve vztahu k anglikánům podle Semína odmítl myšlenku, aby konvertovali ke katolické církvi, a uvedl, že katolická církev anglikány potřebuje takové, jací jsou v anglikánské církvi. Na shromáždění Charismatického hnutí v Buenos Aires roku 2012 neváhal pokleknout před evangelikálním kazatelem, aby od něj přijal požehnání. V roce 2012 se zúčastnil oslav židovského svátku Chanuka v jedné z argentinských synagog; podle Semína je oddán ekumenismu a mezináboženskému dialogu, relativizuje jedinost katolické církve podřízené Římu a je rovněž zastáncem kolegiality biskupů. Takový postoj byl patrný už při jeho prvním vystoupení po zvolení papežem. Ponechal stranou viditelné známky a projevy papežské autority a prezentoval se jako biskup Říma. Rovněž svého předchůdce Benedikta XVI. označil jako emeritního biskupa římského, nikoliv jako emeritního papeže. Před udělením požehnání městu a světu (Urbi et Orbi) si vyžádal modlitbu přítomných věřících za sebe samého.
Podle Semína byl v roce 2005 přinejmenším od druhého kola volby hlavním protikandidátem kardinála Ratzingera a přesunuly se k němu hlasy, které původně směřovaly ke kardinálu Martinimu, oblíbenci progresivního a liberálního směru v církvi. Podle Semína se zdá být jasné, že papež František přichází na Petrův stolec jako rozhodný stoupenec druhého vatikánského koncilu včetně jím nastolených změn a že papežem Františkem zvolený kurz opět potlačí ostrůvky (předkoncilní) katolické tradice, jež se vynořovaly za pontifikátu Benedikta XVI.
Podle publicisty Martina T. Zikmunda se František dosud ve všech funkcích projevil jako teologicky konzervativní a nebývale sociálně citlivý. Je vůdcovským typem, ošlehaný praktickým životem, a svými gesty ukázal osobní pevnost a kuráž. Podle Zikmunda se stal vhodným kompromisním kandidátem těch, kteří touží po změnách, a těch, kteří chtějí papeže jako vnější ikonu, aniž by se vnitřní pořádky příliš měnily. Reakce katolických i nekatolických médií a osobností na první papežovy kroky byly převážně pozitivní. Kateřina Lachmanová i Joel Ruml však zdůraznili, že lidé si do nového papeže projektují příliš velké množství protikladných i nerealistických očekávání.
Jeho postoj k papežské kurii byl doposud rezervovaný, stálým funkcím v ní se vyhýbal a Vatikán navštěvoval jen v nezbytných případech. Již v souvislosti se svým jmenováním kardinálem roku 2001 odrazoval věřící ve své zemi od utrácení peněz za cestu do Říma a podobně se obrátil na Argentince i při zahájení svého pontifikátu; vyzval je, aby raději dali peníze chudým. Římskou kurii považuje za subjekt, který pomáhá a slouží. Negativní zprávy o kurii jsou podle něj často přehnané a zmanipulované tak, aby skandalizovaly. Novinářům podle něj často hrozí, že podlehnou koprofilii a budou navádět ke koprofagii. Neustálé vidění negativních aspektů místo pozitivních považuje za častý hřích.

### Kontroverzní etické otázky
Tomáš Halík konstatoval, že ani od reformního papeže nelze očekávat, že bude žehnat homosexuálním svazkům, prosazovat v dnešní době svěcení žen či měnit postoj církve k potratům. Než Argentina v roce 2010 jako první latinskoamerická země zlegalizovala sňatky homosexuálů, kritizoval kardinál Bergoglio toto opatření jako destruktivní záměr proti Božímu plánu („není to obyčejný politický boj; je to pokus zničit Boží záměr“). Adopce dětí homosexuálními muži označil za formu diskriminace dětí. Prezidentce Argentiny Cristině Fernández de Kirchner oponoval i v otázkách antikoncepce a umělého oplodnění, v nichž zastával konzervativní stanovisko. V červenci 2013 se přesto nezvykle otevřeně vyjádřil k problematice vztahu církve k homosexuálům; podle něj by církev neměla věřící soudit na základě sexuální orientace, a to ani v případě, že se jedná o kněze.

### Celibát
„V této chvíli jsem pro zachování celibátu se všemi jeho pro a proti. S jeho praktikováním jsme měli po tisíc let spíš lepší než horší zkušenosti,“ uvedl František v knize rozhovorů se svým přítelem, argentinským rabínem Abrahamem Skorkou O nebi a zemi. Dodal ovšem, že celibát „…je otázka disciplíny, a ne víry, a věc se může změnit“.

### Vztah k islámu
Dne 12. května 2013 svatořečil 800 Mučedníků z Otranta, kteří byli popraveni po osmanském dobytí jihoitalského Otranta v roce 1480, protože odmítli přestoupit na islám.
V březnu 2021 uspořádal historické setkání s nejvyšším iráckým šíitským duchovním velkoajatolláhem Alím Sistáním a navštívil rodiště proroka Abraháma v Iráku. Společně se Sistáním vyzvali k mírovému soužití mezi muslimy a křesťany.

### Vztah ke zvířatům
V únoru 2022 přinesl Náboženský infoservis zprávu o vyjádření papeže o lidech, kteří si pořizují namísto dětí domácí mazlíčky; připomíná tak starší zprávu z roku 2014.

### Reforma kurie
Dne 19. března 2022 umožnil apoštolskou konstitucí Praedicate Evangelium, obsazovat posty v čele vrcholných orgánů Vatikánu pokřtěnými laiky včetně žen; nejen duchovním, jako tomu bylo doposud.

### Dubia
V říjnu 2023 Vatikán zveřejnil papežovy odpovědi na dubia pěti kardinálů, která se týkala reinterpretace Božího zjevení, žehnání svazkům osob stejného pohlaví, synodality, kněžském svěcení žen a pokání a rozhřešení.

## Vztah k politickému dění

### Špinavá válka

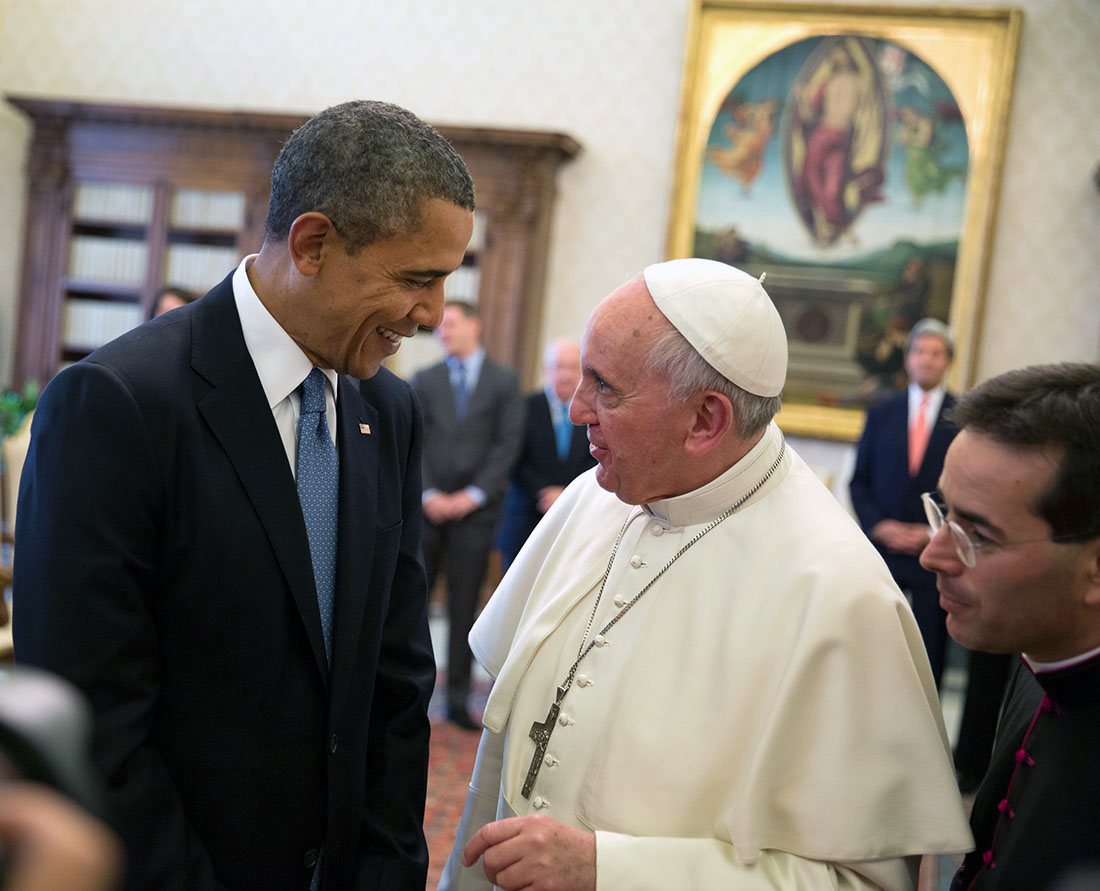
Papež František při setkání s americkým prezidentem Barackem Obamou

V roce 2005, v roce předchozího konkláve, v němž byl Bergoglio řazen mezi papabili, vydal Horacio Verbitsky knihu o církvi s názvem El Silencio (Mlčení), v níž Bergoglia obvinil z toho, že v době tzv. špinavé války v Argentině pod záštitou operace Kondor v období vlády pravicové vojenské junty, která pronásledovala a vraždila odpůrce režimu a levicové aktivisty, zbavil jezuitské kněze Orlanda Yoria a Francisca Jalicse ochrany svého řádu, a tím umožnil armádě, aby je v květnu 1976 unesla a mučila. Tato tvrzení se odvolávají na rozhovory s Jalicsem, který se později přestěhoval do německého kláštera. Bergoglio označil obvinění za pomluvu a prohlásil, že naopak tajně zachránil životy obou kněží a dalších, které ukryl před eskadrami smrti nebo jim pomohl uprchnout. Podle Verbitského Bergoglio naopak pomohl ukrýt příslušníky argentinského námořnictva před inspektory Meziamerické rady pro lidská práva a odmítal žádosti o pomoc lidí před terorem vlády. Bergoglio dvakrát odmítl svědčit u soudu o svém působení v čele jezuitského řádu, a když v roce 2010 před soudem konečně vypovídal, byly mu vyčteny vyhýbavé odpovědi. Léta 2010 před soudem uvedl, že o případech odebírání dětí politicky nepohodlným ženám se dozvěděl až v roce 1985, dva roky po konci vojenské vlády, zatímco rodina Eleny de la Cuadra, která zmizela roku 1977 v pátém měsíci těhotenství a po porodu byla ve vězení zabita, tvrdí, že ho kontaktovala a prosila o pomoc už v době zmizení Eleny.
Na rozdíl od předešlého se uvádí, že ani v době diktatury neváhal kritizovat poměry v zemi a přispěl k tomu, aby se argentinská biskupská konference roku 2000 omluvila za neschopnost zaujmout odmítavý postoj k vojenské vládě, a přispěl tak k zahojení ran a obnovení důvěryhodnost římskokatolické církve.
Dne 18. března 2013 vydal prezident Nejvyššího soudu Argentiny Ricardo Lorenzetti prohlášení, že papež František je zcela nevinný a nebyl nikdy podezřelý z porušování lidských práv během špinavé války. Lorenzetti dále zdůraznil nutnost respektovat presumpci neviny. Řekl: „Ačkoli někteří stále prohlašují, že mohl udělat to či ono, faktem zůstává, že zde není žádné konkrétní obvinění vznesené proti bývalému kardinálovi Jorgemu Bergogliovi.“ Argentinský nositel Nobelovy ceny za mír a odpůrce vojenské junty Adolfo Pérez Esquivel 21. března 2013 prohlásil, že František „Neměl nic společného s diktaturou, nebyl komplicem diktatury a nekolaboroval.“
Také Hebe de Bonafini, prezidentka jedné z organizací „Matek z Plaza de Mayo“ (organizace matek obětí argentinské diktatury), se v roce 2013 vzdala kritizování papeže Františka a v otevřeném dopise jej chválila za jeho duchovní činnost v chudinských čtvrtích Buenos Aires; funkcionářka Matek tak provedla stejný obrat jako prezidentka Argentiny Cristina Fernández de Kirchner a různí další členové její vlády, kteří zvolení dřívějšího arcibiskupa Bergoglia papežem zprvu přijali rezervovaně nebo otevřeně kriticky.

### Falklandy

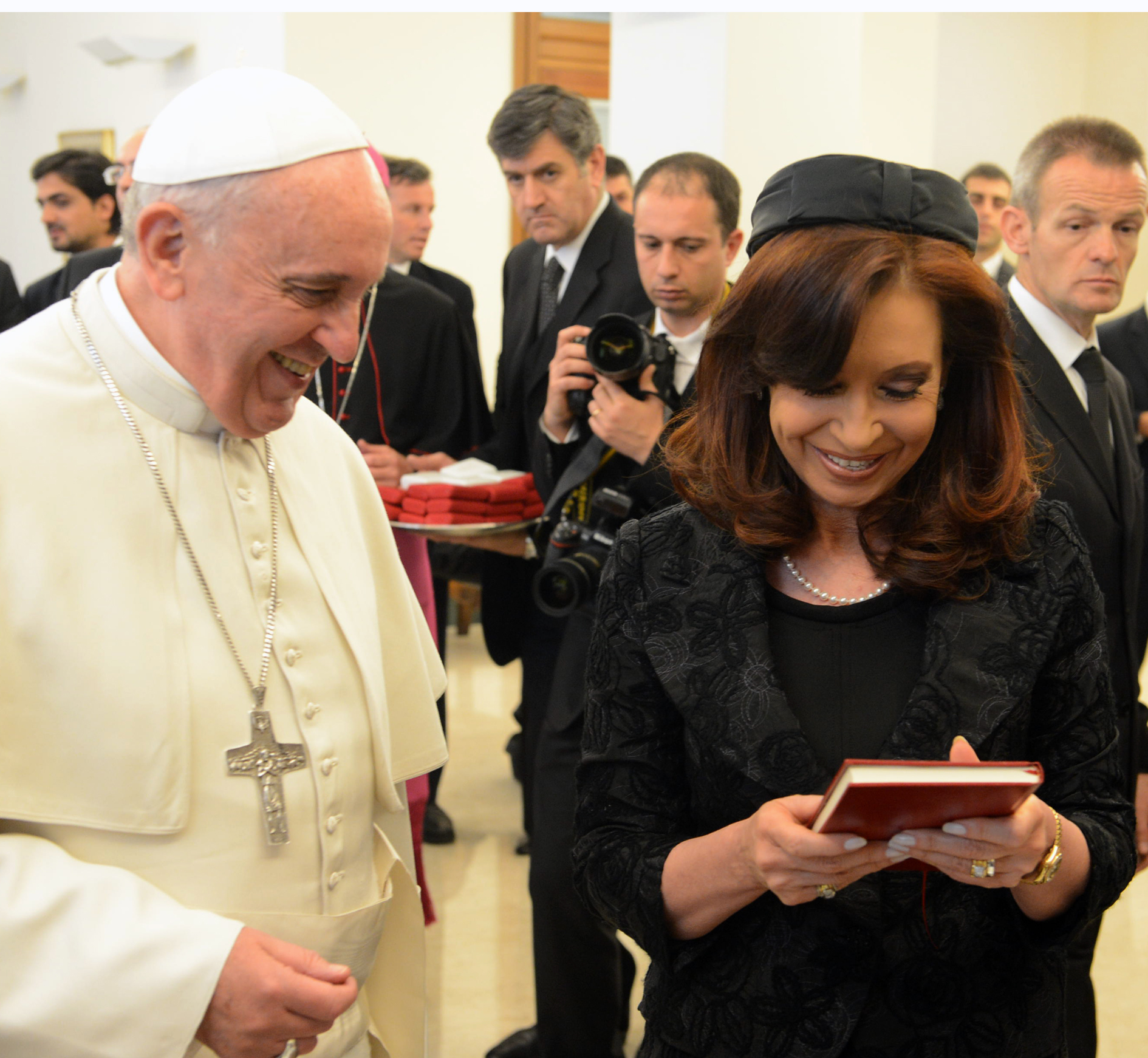
Papež František s argentinskou prezidentkou Cristinou Fernándezovou

Jako kardinál opakovaně podporoval argentinský nárok na britské závislé území Falklandy (Malvíny), které je předmětem dlouhodobého územního sporu mezi Argentinou a Británií. Podle britského bulvárního listu The Sun v roce 2011 prohlásil: „Falklandy jsou naše, je to naše země. Važme si těch, kdo tam položili své životy. Falklandy patří Argentině.“ U příležitosti 30. výročí konce války o Falklandy v roce 2012 se Bergoglio vyjádřil, že Britové se ostrovů zmocnili.
Britský premiér David Cameron se v březnu 2013 proti názorům nového papeže „při vší úctě“ ohradil a odvolal se na jednoznačné výsledky referenda, které na ostrovech právě proběhlo: „Bílý dým nad Falklandami byl dost jasný.“ Argentinská velvyslankyně v Londýně Alicia Castrová v reakci na toto prohlášení označila za zarážející, že si premiér „dovoluje odmítat papeže“. Argentinská prezidentka Cristina Fernández de Kirchner, která nynější obyvatele Falkland považuje za squattery a referendum za frašku, vyjádřila naději, že i přes četné spory, které ona a dřívější kardinál Bergoglio měli, pomůže papež František vylobbovat alespoň zahájení jednání s Brity; vzápětí nato se jako vůbec první hlava státu ve Vatikánu s papežem setkala.

### Evropská migrační krize

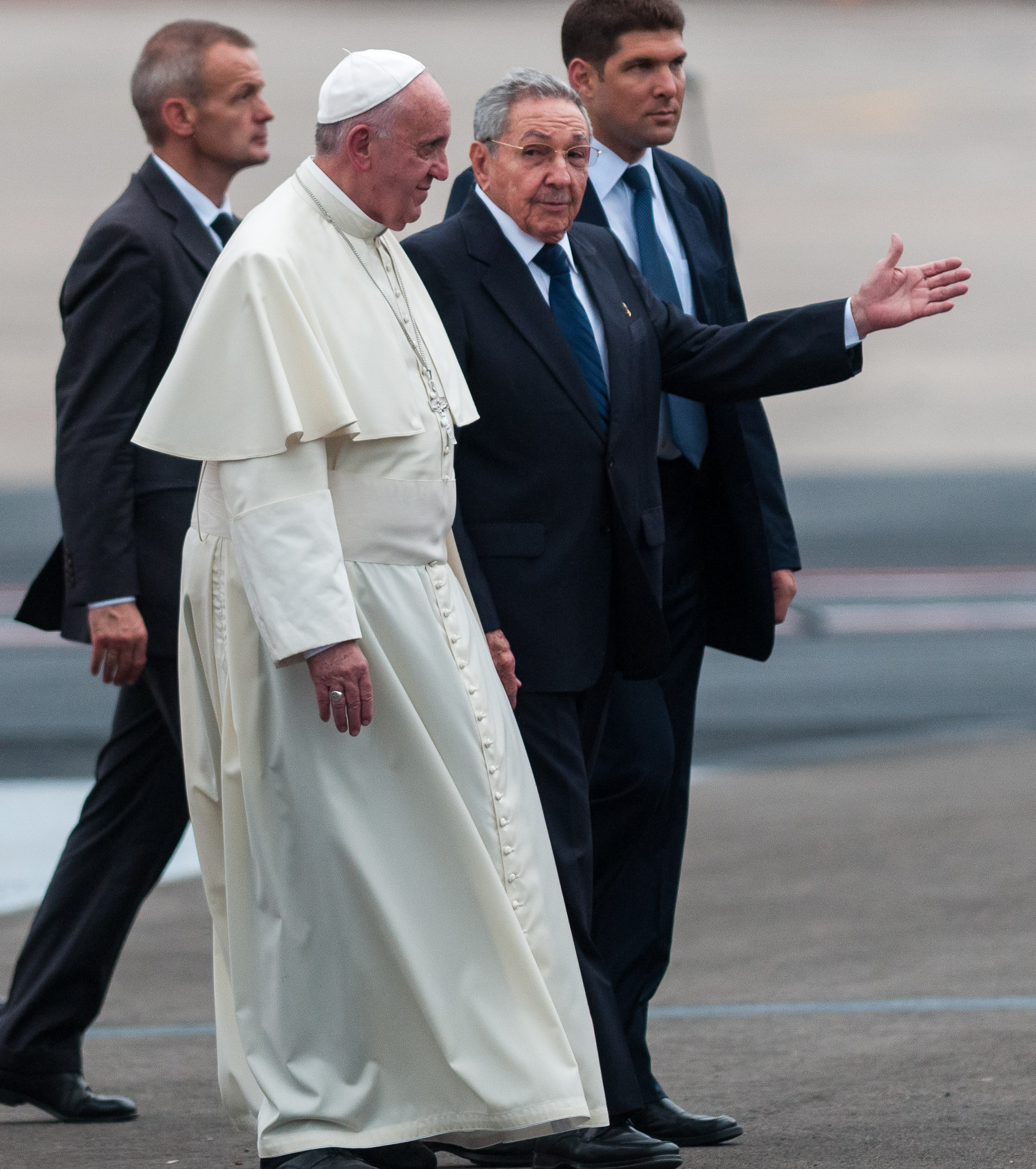
S kubánským prezidentem Raúlem Castrem v Havaně
19. září 2015

Od vypuknutí migrační krize roku 2015, která vyústila v migraci více než milionu lidí do Evropy, se angažuje ve prospěch uprchlíků. V září 2016 papež František vyzval Evropany, aby „uprchlíky uvítali ve svých domech a obcích, aby jejich první zkušenosti v Evropě bylo teplé lidské uvítání a ne chlad při spaní na ulicích.“

### Postoj k Tibetu
V prosinci 2014 odmítl udělit osobní audienci tibetskému dalajlámovi Tändzinu Gjamcchovi kvůli „delikátní situaci“, která panuje ve vztazích Svatého stolce a Číny.

### Kritika současného kapitalismu
Dne 26. listopadu 2013 vydal apoštolskou exhortaci Radost evangelia, kde mimo jiné silně kritizuje současný globální ekonomický systém a označuje ho za „novou tyranii“. Prosí bohaté, aby se s chudými podělili o své peníze (které prohlašuje za novodobou modlu), a zároveň vzkazuje, že vytvářet ekonomiku sociálních nerovností a dokonce vyloučenosti „zabíjí“. Proti těmto názorům se ohradili američtí konzervativci včetně Rushe Limbaugha. Ten dokonce prohlásil, že tyto papežovy názory jsou marxistické. Svatý otec pro časopis La Stampa na tyto reakce uvedl, že marxistická ideologie je špatná, ale že se setkal ve svém životě s mnoha marxisty, kteří byli dobří lidé, takže není výrokem Rushe Limbaughadena uražen. Dodal přitom, že nedávno vydaná exhortace je v souladu se sociální naukou římskokatolické církve.

#### Proti ekonomii vyřazování
V apoštolské exhortaci Radost evangelia papež mimo jiné napsal:
| „                 | Tak jako přikázání „nezabiješ“ klade jasné meze, aby zajistilo hodnotu lidského života, musíme dnes říci „ne ekonomii vyřazování a nerovnosti“. Tato ekonomie zabíjí. Není možné, aby fakt, že stařec nucený žít na ulici zemřel podchlazením, nevzbuzoval zájem, kdežto pokles kurzu na burze ano. Toto je vyřazování. Už nelze tolerovat fakt, že se vyhazuje jídlo, když existují lidé, kteří hladovějí. To je nerovnost. Dnes je všechno vydáno napospas konkurenci a zákonu silnějšího, kde mocný pohlcuje slabšího. V důsledku této situace jsou obrovské masy populace vyřazovány a marginalizovány: jsou bez práce, bez perspektiv, bez východisek. Sama lidská bytost je považována za spotřební zboží, které lze použít a potom zahodit. Zavedli jsme „skartační“ kulturu, která je dokonce prosazována. Nejde už jenom o fenomén vykořisťování a útlaku, ale o něco nového; vyřazováním je zasažena příslušnost ke společnosti, ve které se žije, u samotného kořene, poněvadž „spodina“, periferie či bezmocnost není v ní, ale mimo ni. Vyřazovaní nepředstavují „vykořisťované“, nýbrž odpadky, „zbytky“. V tomto kontextu někteří dosud hájí teorii „trickle-down“ předpokládající, že každý ekonomický růst favorizovaný volným trhem dokáže sám o sobě vyprodukovat ve světě větší rovnost a sociální inkluzi. Toto mínění, které nikdy nebylo potvrzeno fakty, vyjadřuje naivní a neotesanou důvěru v dobrotu těch, kteří mají ekonomickou moc, a v sakralizované mechanismy panujícího ekonomického systému. Vyřazení mezitím stále čekají. Kvůli udržení životního stylu, který druhé vyřazuje, anebo kvůli nadšení pro tento egoistický ideál, rozvinula se globalizace lhostejnosti. Téměř bez povšimnutí ztrácíme schopnost zakoušet soucit tváří v tvář výkřikům bolesti druhých, již nepláčeme nad dramaty druhých ani nás nezajímá péče o ně, jako by to všechno byla odpovědnost, která je nám cizí a netýká se nás. Kultura blahobytu nás uspává, ale znepokojuje nás, když se na trhu objeví něco, co jsme si dosud nekoupili, zatímco všechny životy ničené nedostatkem možností pokládáme za pouhou podívanou, která nás nikterak nezneklidňuje. | “ |
| — Papež František | |   |

### Pronásledované menšiny
V listopadu 2020 upozornil na situaci pronásledovaných náboženských a etnických menšin ve světě a konkrétně zmínil perzekuci etnických Ujgurů v Číně, pronásledování Rohingiů vojenským režimem v Myanmaru, genocidu Jezídů při tažení Islámského státu v Iráku, a teroristické útoky v kostelech na křesťanské menšiny v Egyptě a Pákistánu. Proti jeho slovům se ohradil mluvčí čínského ministerstva zahraničí, který označil za nepravdivé Františkovy výroky o pronásledování etnických Ujgurů.

### Kritika paktu NATO
Dne 24. března 2022 podrobil kritice závazek zemí Severoatlantické aliance zvýšit objem výdajů na obranu na 2 % HDP. Papež to neváhal označit za „šílenství“; dodal, že řešením současné situace na Ukrajině „není více zbraní, více sankcí, více politických a vojenských aliancí, ale jiný přístup k vládnutí světu, ne cenění zubů“. Aktuální dění na Ukrajině označil za výsledek staré logiky moci, která dominuje tzv. geopolitice. Hlavním problémem je dle Františka to, že politici vládnou světu, jako by šlo o šachovnici. Mocní plánují své kroky s cílem rozšířit svou vládu na úkor ostatních, sdělil dále, když přijímal delegaci italské ženské organizace Centro Italiano Femminile. Dle papeže by právě ženy mohly být protagonistkami změn. „Když se dostanou k moci ve společnosti, mohou ženy změnit způsob vládnutí ze snahy o moc na snahu o službu občanům.“

### Ruská invaze na Ukrajinu
František odsoudil ruskou invazi na Ukrajinu. Prohlásil, že ho bolí utrpení ukrajinského lidu, a vyzval ruského prezidenta Vladimira Putina, aby zastavil „spirálu násilí a smrti“ a uvědomil si, že jaderná eskalace by přinesla „nekontrolovatelné globální důsledky“. Oslovil také ukrajinského prezidenta Volodymyra Zelenského a požádal ho, aby byl otevřený „vážným mírovým návrhům“. V březnu 2024 uvedl, že by se Ukrajina neměla vyhýbat případným mírovým rozhovorům s Ruskem předtím, než se situace na bojišti ještě víc zhorší v neprospěch Ukrajiny. Jeho slova odmítl ukrajinský prezident Zelenskyj i polský ministr zahraničí Radosław Sikorski, který odpověděl, že by František měl povzbudit Putina, aby stáhnul svou armádu z Ukrajiny, a pak by nastal mír bez nutnosti vyjednávání.

### Válka v Pásmu Gazy
František odsoudil útok Hamásu na Izrael dne 7. října 2023. Kritizoval také izraelské útoky na pásmo Gazy během války v Pásmu Gazy a prohlásil, že „teror by neměl ospravedlňovat teror“. Odsoudil zabití dvou palestinských křesťanských žen izraelským sniperem v Gaze a nazval to „terorismem“. Taktéž uvedl, že „podle některých expertů to, co se děje v Gaze, má rysy genocidy”. V průběhu války František volal po okamžitém příměří, propuštění všech rukojmích, a dvoustátním řešení izraelsko-palestinského konfliktu.

## Vyznamenání
- velkokříž s řetězem Řádu andského kondora (9. července 2015)[116]

## Publikace
- 1982: BERGOGLIO, Jorge Mario. Meditaciones para religiosos. [s.l.]: [s.n.], 1982. ISBN 978-950-9210-00-4.
- 1986:
  - Reflexiones sobre la vida apostólica.
  - Reflexiones espirituales. ISBN 978-950-9210-07-3.
- 1992: Reflexiones de esperanza. ISBN 978-950-592-030-3.
- 1998: Diálogos entre Juan Pablo II y Fidel Castro. ISBN 978-987-507-074-5.
- 2001: Hambre y sed de justicia desafíos del Evangelio para nuestra patria ISBN 978-987-507-074-5.
- 2003: Educar: exigencia y pasión desafíos para educadores cristianos. ISBN 978-950-512-457-2.
- 2004:
  - Educar, elegir la vida propuestas para tiempos difíciles. ISBN 978-950-512-503-6 (2004, vyd. 1), ISBN 978-950-512-541-8 (2005, vyd. 2)
  - Ponerse la patria al hombro, memoria y camino de esperanza. ISBN 978-950-512-511-1 (2004, vyd. 1), ISBN 978-950-512-558-6 (2005, vyd. 2, Ponerse la patria al hombro), (2011, ISBN 978-987-34-0585-3)
- 2005:
  - Nación por construir, La utopía, pensamiento, compromiso. ISBN 978-950-512-546-3.
  - Sobre la acusación de sí mismo. ISBN 978-950-512-549-4.
- 2006: Corrupción y pecado. ISBN 978-950-512-572-2.
- 2007: Verdadero poder es el servicio. ISBN 978-950-512-628-6 (2007), ISBN 978-987-34-0584-6 (2011)
- 2008: Rehabilitación de la política y compromiso cristiano. ISBN 978-987-24178-0-2.
- 2009: La deuda social según la doctrina de la iglesia. ISBN 978-987-507-346-3.
- 2010:
  - Reflexiones sobre solidaridad y desarrollo. ISBN 978-987-507-352-4.
  - Camino del consenso a propósito de la investigación: consenso para el desarrollo ISBN 978-987-507-356-2
  - Sobre el cielo y la tierra. ISBN 978-950-07-3293-2.
- 2011: Nosotros como ciudadanos, nosotros como pueblo hacia un bicentenario en justicia y solidaridad. ISBN 978-950-512-744-3.
- 2012:
  - Razón y fe. ISBN 978-987-616-120-6.
  - La oración. ISBN 978-987-616-119-0.
  - La dignidad. ISBN 978-987-616-118-3.
  - La solidaridad. ISBN 978-987-616-117-6.
  - Mente abierta, corazón creyente, Buenos Aires, 2012. ISBN 978-950-512-778-8.